# Teodor Katryniok
Teodor Katryniok (ur. 5 lipca 1893 w Rogowie, zm. 3 lipca 1942 tamże) – powstaniec śląski, żołnierz Błękitnej Armii gen. Hallera.

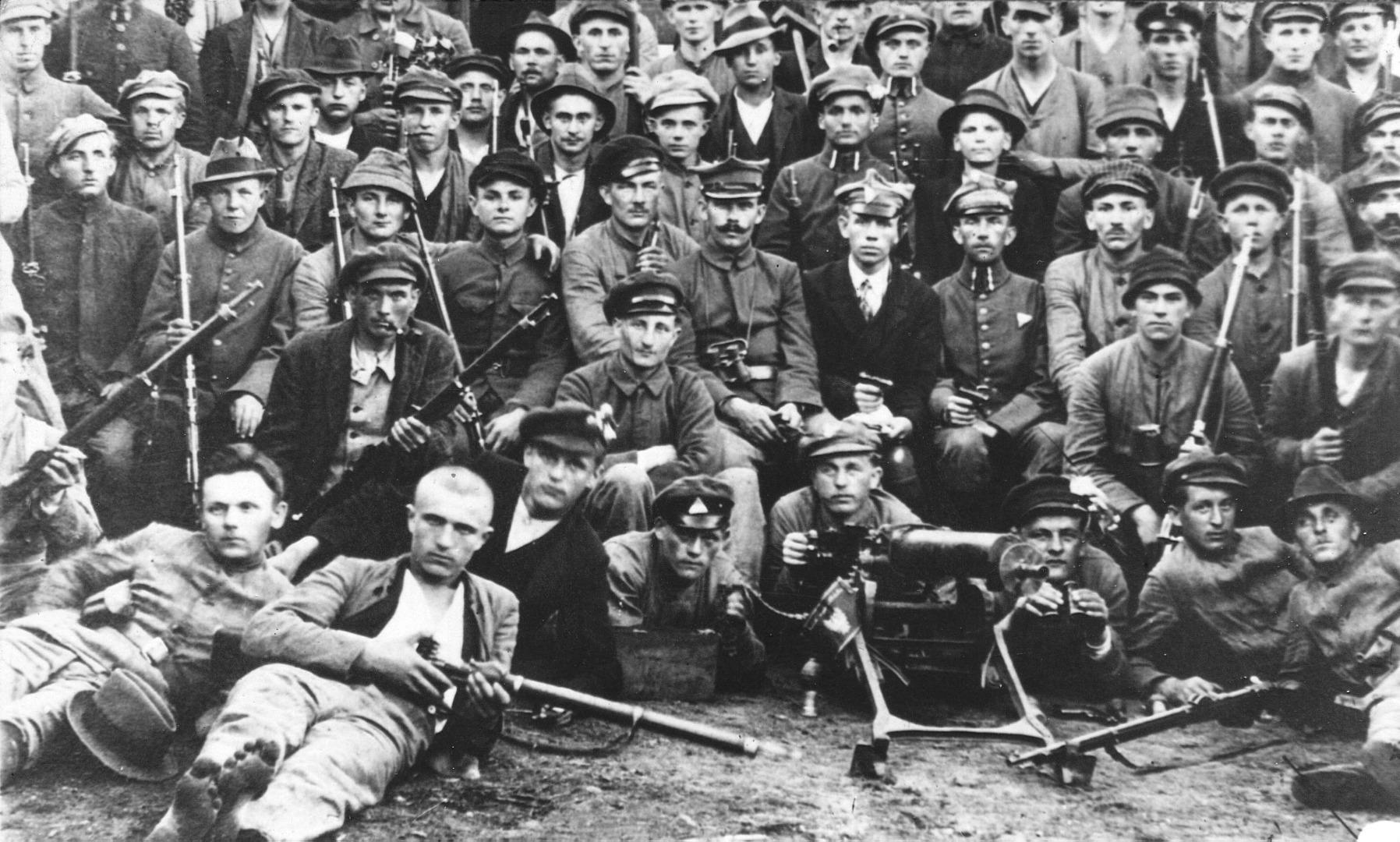
9 kompania 4 (15) raciborskiego pułku piechoty (w środku z lornetką dowódca Teodor Katryniok) – Muzeum Śląska Opolskiego

Przed 1914 pracował jako górnik, należał do polskich związków zawodowych. W latach I wojny światowej służył w armii niemieckiej. Po dostaniu się do niewoli francuskiej wstąpił do "błękitnej" armii gen. Józefa Hallera, gdzie został awansowany na kaprala. Służył w 5 pułku strzelców polskich we Francji. Po powrocie do kraju podczas wojny polsko-bolszewickiej od 1919 służył w 45 pułku piechoty strzelców kresowych. Pod koniec 1920 został odesłany na Górny Śląsk. Od 1920 był członkiem Polskiej Organizacji Wojskowej Górnego Śląska w Rogowie. Był słuchaczem VIII kursu plebiscytowego w Sosnowcu w 1920 r. Podczas III powstania śląskiego dowódca 9 kompanii 3 baonu 4 pułku strzelców raciborskich.
W okresie międzywojennym mieszkał w Rogowie. Był członkiem zarządu (ławnikiem) gminy Kamień nad Odrą (pow. rybnicki). Działacz Narodowo-Chrześcijańskiego Zjednoczenia Pracy – członek zarządu Koła w Rogowie. Wiceprezes zarządu grupy miejscowej w Kamieniu nad Odrą Związku Powstańców Śląskich powiatu raciborskiego.
Pochowany na cmentarzu komunalnym w Rogowie, przy ul Lipowej (sektor 3, rząd 3, nr 11).

## Odznaczony
Medal Niepodległości (12 maja 1931)